# Górgias

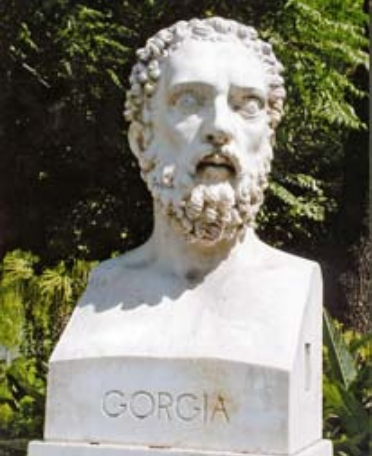
Busto de Górgias localizado em Siracusa.

Górgias (em grego clássico: Γοργίας; Leontinos, ca. 485 a.C. — Lárissa, ca. 380 a.C.) conhecido nos tempos modernos como "o Niilista", foi um retórico e filósofo grego, natural de Leontinos, na Sicília. Juntamente com Protágoras de Abdera, formou a primeira geração de sofistas. Diversos doxógrafos relatam que teria sido discípulo de Empédocles, embora tenha sido apenas alguns anos mais jovem que ele. Como outros sofistas estava continuamente mudando de cidade, praticando e dando demonstrações públicas de suas habilidades em diversas cidades, e nos grandes centros pan-helênicos como Olímpia e Delfos, cobrando por suas apresentações e por aulas. Uma característica especial de suas aparições era a de ouvir questões da plateia sobre todos os assuntos e respondê-las sem qualquer preparo.
Seu principal legado foi ter levado a retórica desde sua Sicília natal para a Ática, e contribuir com a difusão do dialeto ático como idioma da prosa literária.
Antístenes, fundador do cinismo, foi ouvinte de Górgias, e Platão escreveu um diálogo intitulado Górgias, onde discute a função e a validade da retórica.

## Biografia
Górgias era originário de Leontinos, uma colônia grega na Sicília, local que frequentemente é chamado de terra natal da retórica grega. Sabe-se que seu pai se chamava Carmântides, e que tinha dois irmãos — um irmão chamado Heródico e uma irmã que dedicou-lhe uma estátua em Delfos.
Já tinha por volta de 60 anos quando, em 427 a.C., foi enviado a Atenas por seus compatriotas na função de embaixador, chefiando um grupo que pediu pela proteção da cidade contra a agressão dos siracusanos. Acabou por se fixar permanentemente lá, provavelmente devido à enorme popularidade do seu estilo de oratória e dos benefícios financeiros que obteve com suas apresentações e aulas de retórica. De acordo com Aristóteles, entre seus discípulos estava Isócrates. Outros de seus estudantes foram indicados em tradições posteriores; a Suda lista Péricles, Pólo e Alcídamas, Diógenes Laércio menciona Antístenes, e, de acordo com Filóstrato, "atraiu a atenção dos homens mais admirados, Crítias e Alcibíades, entre os jovens, e Tucídides e Péricles, entre os mais velhos. Agatão também, o poeta trágico, a quem a Comédia considera sábio e eloquente, frequentemente "gorgianiza" em seu verso iâmbico."
Górgias teria vivido mais de cem anos. Conquistou uma riqueza considerável, suficiente para que ele encomendasse uma estátua de ouro de si mesmo para um templo público. Morreu em Lárissa, na Tessália, em 376 a.C..

## Inovação retórica
Górgias foi responsável por inovações retóricas envolvendo a estrutura e a ornamentação, além da introdução da paradoxologia — a ideia do pensamento paradoxal, e da expressão paradoxal — o que fez com que fosse apelidado de 'o pai da sofística'. Górgias também é conhecido por contribuir com a difusão do dialeto ático como língua da prosa literária.
As obras de retórica de Górgias ainda em existência (Encômio de Helena, Defesa de Palamedes, Sobre a Não-Existência e Epitáfio) foram preservados através de uma obra chamada Technai, um manual de instrução retórica, que consistia de modelos a serem memorizados, e demonstrava diversos princípios da prática retórica. Embora alguns estudiosos tenham alegado que cada uma dessas obra apresenta afirmações contrastantes, os quatro textos podem ser lidos como contribuições interrelacionadas à arte (technê) e à teoria (então promissora) da retórica.
Das obras ainda existentes de Górgias, apenas o Encômio e a Defesa encontram-se em sua forma integral. Diversas de suas obras políticas, retóricas e discursos foram referenciadas e citadas por Aristóteles, incluindo um discurso sobre a unidade helênica, uma oração fúnebre pelos atenienses mortos na guerra, e uma citação curta de um Encômio sobre os Eleenses. Além destes discursos, existem também paráfrases de seu tratado "Sobre a Natureza ou o Não-Existente". Estas obras fazem parte da coleção Diels-Kranz e, embora os acadêmicos considerem esta fonte confiável, muitas delas estão em estado fragmentário, ou mesmo corrompido. Diversas questões foram levantadas a respeito da autenticidade e da exatidão dos textos que lhe são atribuídos.
Os escritos de Górgias são tanto retóricos quanto performáticos; o autor faz grande esforço para exibir sua habilidade de fortalecer uma posição argumentativa absurda. Consequentemente, cada uma de suas obras defende pontos de vista que eram impopulares, paradoxais e até mesmo absurdos. A natureza performática de seus escritos é exemplificada pela maneira com que ele aborda, jocosamente, cada argumento, com estratagemas estilísticos como a paródia, a figuração artificial e a teatralidade. Seu estilo argumentativo pode ser descrito como poesia sem a métrica (poiêsis sem a métrica). Górgias argumentava que palavras persuasivas tinham uma força (dunamis) equivalente às palavras dos deuses, e o mesmo impacto da força física. No Encômio, Górgias comparou o efeito da fala sobre a alma ao efeito das drogas sobre o corpo: "Assim como diferentes drogas trazem à tona os diferentes humores do corpo — alguns interrompendo uma doença, outros a vida — o mesmo ocorre com as palavras: algumas causam dor, outras alegria, algumas provocam o medo, algumas instilam em seus ouvintes a ousadia, outras tornam a alma muda e enfeitiçada com crenças más.
Górgias também acreditava que seus "encantamentos mágicos" trariam cura à psiquê humana ao controlar as emoções fortes. Dedicava atenção especial aos sons das palavras, que, como na poesia, podiam cativar plateias. Seu estilo flórido e rimado parecia hipnotizar aqueles que o ouviam. Seu lendário poder de persuasão sugere que tinha uma influência sobrenatural sobre seu público e suas emoções.
Ao contrário de outros sofistas (especialmente Protágoras), Górgias não professava ensinar arete ("excelência", ou "virtude"). Acreditava não haver uma forma absoluta de arete, mas que o conceito era relativo a cada situação (por exemplo, a virtude num escravo não equivale à virtude num estadista). Sua crença era a de que a retórica, a arte da persuasão, é a rainha de todas as ciências, na medida em que é capaz de persuadir qualquer curso de ação. Embora a retórica existisse no currículo de cada um dos sofistas, Górgias atribuiu-lhe maior proeminência do que qualquer um deles.
Muito do que já se debateu sobre a natureza e o valor da retórica se iniciou em Górgias. O diálogo de Platão chamado Górgias apresenta um contra-argumento à aceitação incondicional da retórica por Górgias, sua forma elegante, e sua natureza performática. O diálogo tenta mostrar que a retórica não satisfaz as condições necessárias para que seja considerada uma technê, sendo apenas uma habilidade um tanto perigosa de se ter, tanto para o próprio orador como para seu público, pois dá a um ignorante o poder de parecer ter mais conhecimento do que alguém que efetivamente o tem.